# Polycitor calamus
Polycitor calamus är en sjöpungsart som beskrevs av Kott 1990. Polycitor calamus ingår i släktet Polycitor och familjen Polycitoridae. Inga underarter finns listade i Catalogue of Life.